# Stanislav Přibyl (právník)
Stanislav Přibyl (* 18. listopadu 1966 Praha) je český římskokatolický kněz, vysokoškolský pedagog a teolog, vědecký pracovník, odborník na církevní právo a autor řady publikací. Od roku 2015 vysluhuje také mše svaté v tradičním římském ritu.

## Život

### Studium
Středoškolské vzdělání získal v letech 1981–1985 v Praze na gymnáziu v Přípotoční ulici. Dále studoval v letech 1985–1989 na Právnické fakultě Univerzity Karlovy, kde po předložení diplomové práce s názvem „Přirozenoprávní učení Tomáše Akvinského a novotomismu“ získal magisterský titul. Dále pokračoval studiem filosofie v letech 1990–1991 na pražské Katolické teologické fakultě Univerzity Karlovy, odkud se přesunul do Říma ke studiu teologie na Filosofické a teologické fakultě na Papežské lateránské univerzitě. Zde studia zakončil v roce 1995, kdy získal titul baccelliere. V roce 1995 přijal jáhenské svěcení a v roce 1996 byl vysvěcen na kněze pražské arcidiecéze. V letech 1998–2002 pokračoval opět ve studiích na pražské Právnické fakultě Univerzity Karlovy a po jejich dokončení se stal doktorem práv. Na téže fakultě a ve stejném období studoval zároveň v oboru dějiny, filosofie, sociologie a teorie práva, které završil disertační prací s názvem: „Právní zajištění ekumenických vztahů mezi církvemi“, po níž získal titul Ph.D. Od roku 1998 ještě rozšířil svůj obzor studiem ve Vatikánu na Fakultě kanonického práva Papežské Lateránské univerzity, kterou zakončil v roce 2000 licenciátem z kanonického práva a po následném studiu tamtéž v roce 2002, po předložení disertační práce s názvem: (italsky) „Diritto Ecclesiastico Ceco“ nabyl titulu doktora kanonického práva. V roce 2011 habilitoval na Právnické fakultě Trnavské univerzity v Trnavě prací: (německy) „Tschechisches Staatskirchenrecht nach 1989“. Dne 21. června 2016 na Teologické fakultě Jihočeské univerzity v Českých Budějovicích úspěšně obhájil disertační práci na téma Počátky hierarchického uspořádání v rané církvi a získal titul Th.D.

### Právní praxe
V letech 1989–1990 začal svou právní praxi u Městského soudu v Praze jako soudní čekatel. Jako notář Interdiecézního církevního soudu v Praze pracoval v letech 1997–2000 a v letech 2000–2009 zde byl soudcem. Od roku 2004 byl konzultantem komise plenárního sněmu českých a moravských diecézí pro partikulární kanonické právo. Od roku 2007 je promotorem iustitiae v arcidiecézním procesu o pověsti svatosti, životě a ctnostech Božího služebníka Jana Evangelisty Urbana z řádu františkánů. Od roku 2009 je soudcem Metropolitního církevního soudu v Praze.

### Pedagogická činnost
Pedagogickou činnost zahájil v roce 2002 jako odborný asistent na Katolické teologické fakultě Univerzity Karlovy v Praze v oboru kanonické právo. V letech 2003–2009 byl externím vyučujícím na Teologické fakultě Jihočeské univerzity v Českých Budějovicích v oboru církevní právo a konfesní právo. Od roku 2009 se zde stává interním vyučujícím – odborným asistentem v oboru církevního práva (1. základní normy a ústavní právo, 2. manželské právo, 3. sakramentální právo, 4. procesní právo) a od roku 2011 je na téže fakultě docentem pro obory církevní právo 1.-4.

### Vědecko-výzkumná činnost
Od roku 1996 je členem pracovního výboru Společnosti pro církevní právo a redaktorem odborného časopisu Revue církevního práva. Od roku 2004 má soustavnou publikační a přednáškovou činnost na Ústavu pro vztahy státu a církví při Ministerstvu kultury Slovenské republiky v Bratislavě. Jako samostatný vědecký pracovník je od roku 2005 na Husitské teologické fakultě Univerzity Karlovy v Praze spoluřešitelem výzkumného záměru „Církve v českých zemích a otázka nacionalismu“. Od roku 2009 je řádným členem Společnosti přátel beuronského umění a od roku 2010 členem Slovenské společnosti kanonického práva. Badatelské činnosti se, jako docent, věnuje od roku 2011 na Teologické fakultě Jihočeské univerzity a od roku 2012 také na Právnické fakultě Trnavské univerzity.

### Kněžské působení

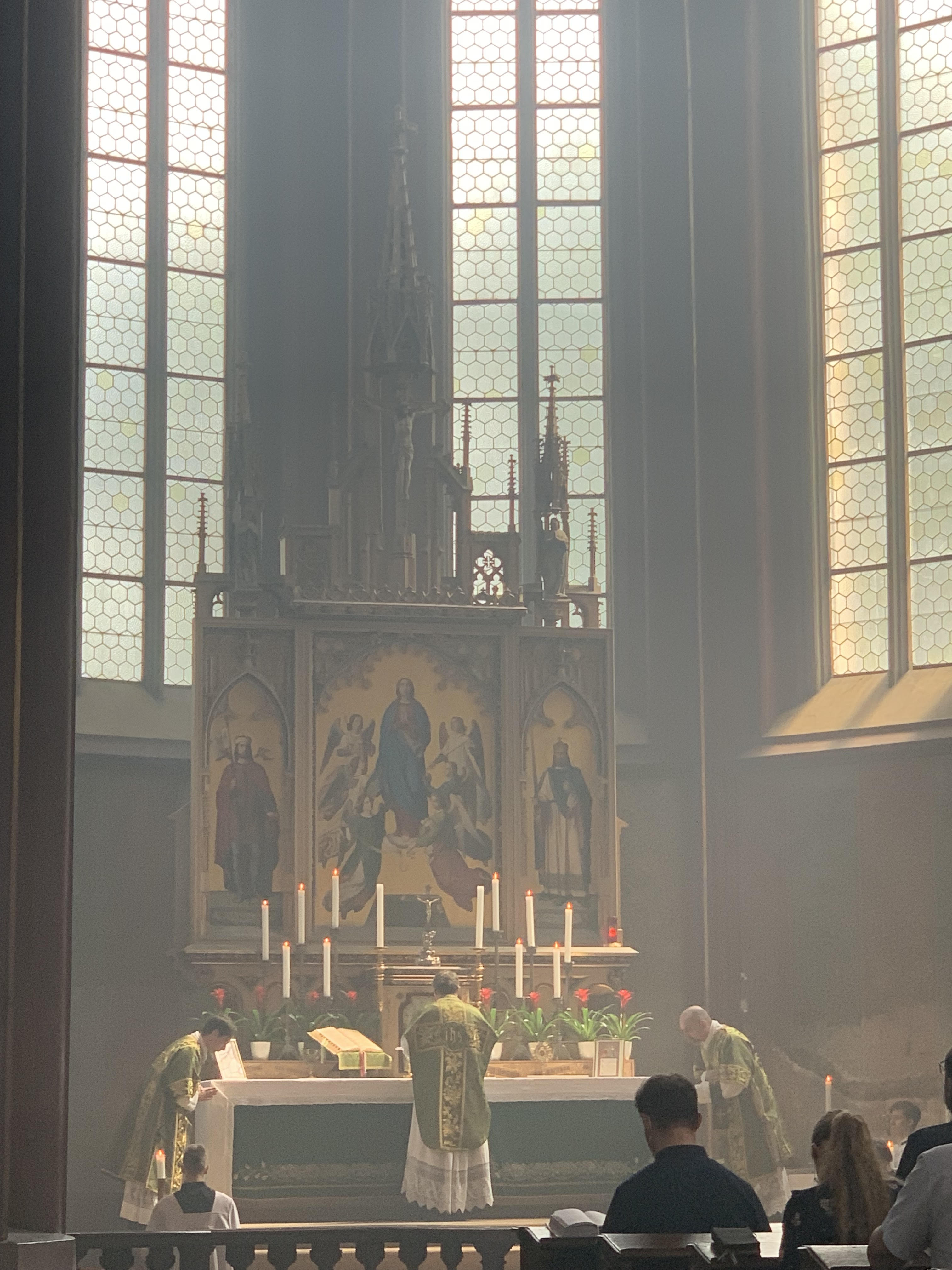
Stanislav Přibyl celebruje asistovanou mši svatou (forma extraordinaria)

Jako dítě ministroval spolu s bratrem v kostele u svatého Jindřicha v Praze, kde jeho rodiče byli varhaníky. Ačkoliv po kněžství přirozeně toužil od dětství, za komunismu si netroufl vstoupit do semináře, a proto vystudoval práva. Po sametové revoluci se během vojenské služby rozhodl, že přihlášku podá. Pouze první akademický rok, 1990/1991, byl v Praze, kde zažil vicerektora Jana Baxanta, Odilona Štampacha i děkana Václava Wolfa ještě před krizí a spory na teologické fakultě. Ještě před vysvěcením sloužil v roli jáhna u biskupa Ljavince při řeckokatolických obřadech, k čemuž svěcení není vyžadováno.[zdroj?] Zbytek seminárního života a studií prožil v Římě, a to v Nepomucenu a na Lateránské univerzitě, kde poznal celosvětovou církevní atmosféru i osobnosti českého katolického exilu. Od 18. října 2015 sloužil tridentské mše v kostele svatého Gabriela na Smíchově, jehož byl rektorem a kde se tridentské mše sloužily už od roku 2012.
Od července 2016 se stal rektorem kostele Nanebevzetí Panny Marie a svatého Karla Velikého na Karlově. Každou neděli zde slouží jak novou mši česky, tak tridentskou mši latinsky. Latinskou mši podle jeho slov vyhledávají především mladší lidé, kteří chtějí svou víru prožívat intenzivněji.
V roce 2021 jej pražský arcibiskup, Dominik kardinál Duka, v rámci zavádění nových normativů pro sloužení předkoncilní liturgie po vydání apoštolského listu papeže Františka, Traditionis custodes, jmenoval ve svém dekretu mezi čtyřmi pražskými kněžími, kterým ponechal možnost sloužit předkoncilní liturgii téměř bez omezení.

### Kněžské funkce
- kostela Panny Marie Královny míru na Lhotce: 1996–1997 farní vikář, 2002 výpomocný duchovní, 2002–2005 farní vikář
- kostel sv. Antonína Holešovicích: 1997–1998 farní vikář
- kostel sv. Gabriela na Smíchově: 2005–2016 rektor kostela
- kostel sv. Václava na Smíchově: od 2005 výpomocný duchovní
- kostel Nanebevzetí Panny Marie na Karlově: od 1. července 2016 rektor kostela

## Publikační činnost
- TRETERA, Jiří Rajmund; PŘIBYL, Stanislav. Konfesní právo a církevní právo. Praha: Jan Krigl, 1997. 331 s. ISBN 80-902045-2-X. (spoluautor)
- Ekumenismus a právo. Brno: L. Marek, 2006. 194 s. ISBN 80-86263-68-1.
- Konfesněprávní studie. Brno: L. Marek, 2007. 262 s. ISBN 978-80-86263-95-3.
- Tschechisches Staatskirchenrecht nach 1989. Brno: L. Marek, 2010. 167 s. ISBN 9788087127261. (němčina)
- Církevněprávní studie. Brno: L. Marek, 2012. 340 s. ISBN 978-80-87127-44-5.